# Jean-Marc Nollet
Jean-Marc Nollet (Moeskroen, 7 januari 1970) is een Belgische politicus voor Ecolo.

## Levensloop
Nollet werd in 1992 licentiaat in de politieke wetenschappen aan de Université Catholique de Louvain. Tijdens zijn studies was hij van 1990 tot 1991 voorzitter van de Federatie van Franstalige Studenten (FEF).
Hij werd politiek actief voor de partij Ecolo en was van 1994 tot 1999 politiek secretaris van de Ecolo-fractie in het Parlement van de Franse Gemeenschap. Vervolgens was hij van 1999 tot 2004 minister voor Kinderwelzijn, Basisonderwijs, Opvang en Opdrachten toegewezen aan de ONE (Office de la naissance et de l'enfance) in de Franse Gemeenschapsregering. Jean-Marc Nollet was pas 29 jaar oud toen hij in 1999 Frans gemeenschapsminister werd, en was daarmee een van jongste Belgische ministers. In 2003 lanceerde hij het eerste Plan Cicogne, dat de ambitie had om tegen 2010 10.000 extra plaatsen in de Franstalige kinderopvang te creëren. 
Bij de federale verkiezingen van 2003 werd Nollet voor de kieskring Henegouwen verkozen in de Kamer van volksvertegenwoordigers. Hij legde de eed af, maar werd voor de duur van zijn ministerschap vervangen door Gérard Gobert. Na het einde van zijn ministerschap in de zomer van 2004 ging hij in de Kamer zetelen. Hij werd herkozen bij de verkiezingen van 2007 en was daarna tot 2009 fractieleider van de Ecolo/Groen!-fractie. In juli 2009 verliet hij de Kamer en werd hij viceminister-president en minister van Duurzame Ontwikkeling en Ambtenarenzaken in de Waalse Regering en viceminister-president en minister Ambtenarenzaken, Wetenschappelijk Onderzoek en Kinderopvangcentra in de Franse Gemeenschapsregering. Als Waals minister werkte hij onder meer een klimaatplan en een strategie voor duurzame ontwikkeling uit, alsook voerde hij een hervorming van het elektriciteitstarief door. Hij bleef minister tot in juli 2014.
Bij de verkiezingen van mei 2014 werd Nollet opnieuw verkozen in de Kamer. Hij werd er ondervoorzitter van de bijzondere commissie voor klimaat en duurzame ontwikkeling en was van 2014 tot 2018 eveneens fractieleider voor Ecolo-Groen, een functie die hij afwisselend vervulde met Kristof Calvo. In november 2018 werd hij naast Zakia Khattabi co-voorzitter van Ecolo, in opvolging van Patrick Dupriez. Bij de verkiezingen van mei 2019 werd Nollet herkozen in de Kamer.
In augustus 2019 stelde hij zich opnieuw kandidaat als voorzitter van Ecolo, ditmaal in duo met Rajae Maouane. Als enige kandidaten werden Nollet en Maouane op 15 september 2019 met 92 procent van de stemmen verkozen tot partijvoorzitters. Vervolgens nam hij ontslag als Kamerlid. 
Bij de federale verkiezingen van juni 2024 werd Nollet opnieuw lijsttrekker voor Ecolo in de kieskring Henegouwen. De partij leed echter een zware nederlaag en verdween in Henegouwen onder de kiesdrempel, waardoor hij niet werd verkozen. Daags nadien namen Nollet en Rajae Maouane ontslag als co-voorzitters van Ecolo. Ook besloot hij om de actieve politiek te verlaten. Op 13 juli 2024 werden Samuel Cogolati en Marie Lecocq verkozen als hun opvolgers.
Ook werd hij in 2007 lid van het Comité voor Strategische Ontwikkeling voor de regio van Charleroi en Zuid-Henegouwen.

## Ereteken
- 2019: Grootofficier in de Leopoldsorde[9]

## Privé
Hij is de partner van Marie-Hélène Ska, algemeen secretaris van het  ACV.